# Passo di Monte Croce di Comelico
Il passo di Monte Croce di Comelico (Kreuzbergpass in tedesco - 1.636 m s.l.m.) è un valico alpino delle Alpi sud-orientali, posto al confine tra la regione Trentino-Alto Adige e il Veneto, tra i comuni di Sesto (valle di Sesto, provincia autonoma di Bolzano) a nord-ovest e Comelico Superiore (Comelico, provincia di Belluno) a sud-est: segna il confine tra le Dolomiti (Dolomiti di Sesto) e le Alpi Carniche ed è attraversato dalla strada statale n. 52 Carnica, rappresentando di fatto la porta di ingresso al Comelico dalla Val Pusteria e viceversa.

## Storia
Nella prima guerra mondiale il passo segnava il confine tra l'Italia e l'impero austro-ungarico. Per questo motivo, presso il passo e sulle cime circostanti, sono state costruite alcune fortificazioni e sbarramenti.
Nella seconda guerra mondiale il passo non segnava più il confine tra due stati, ma vi furono comunque costruiti molteplici bunker, facenti parte del Vallo Alpino in Alto Adige, soprattutto al Creston Popera. Queste opere fanno parte dello sbarramento Passo Monte Croce Comelico ed avevano il compito di impedire un'invasione della Germania nazista in Italia.

## Galleria d'immagini

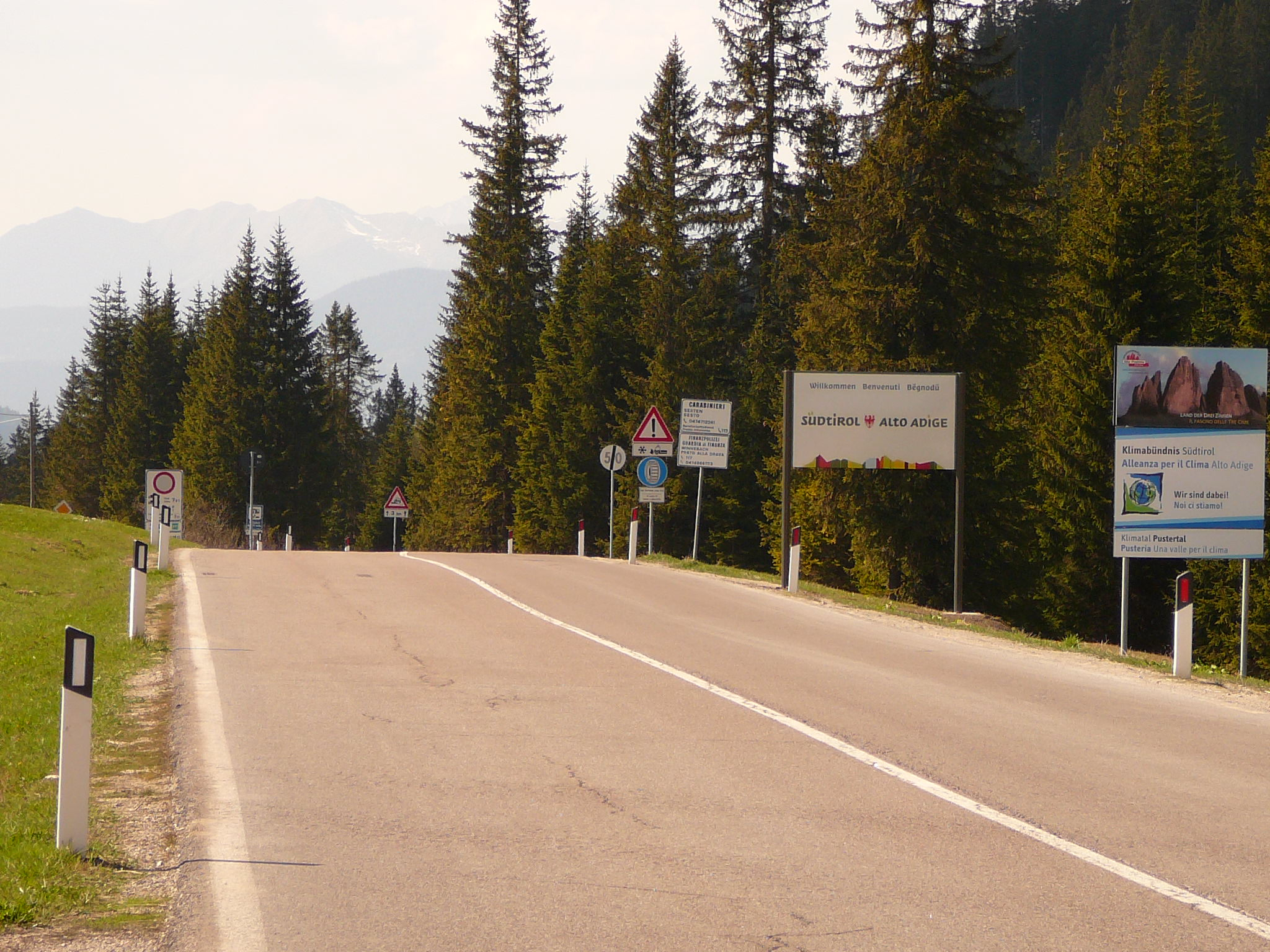
Vista del passo in direzione di Sesto
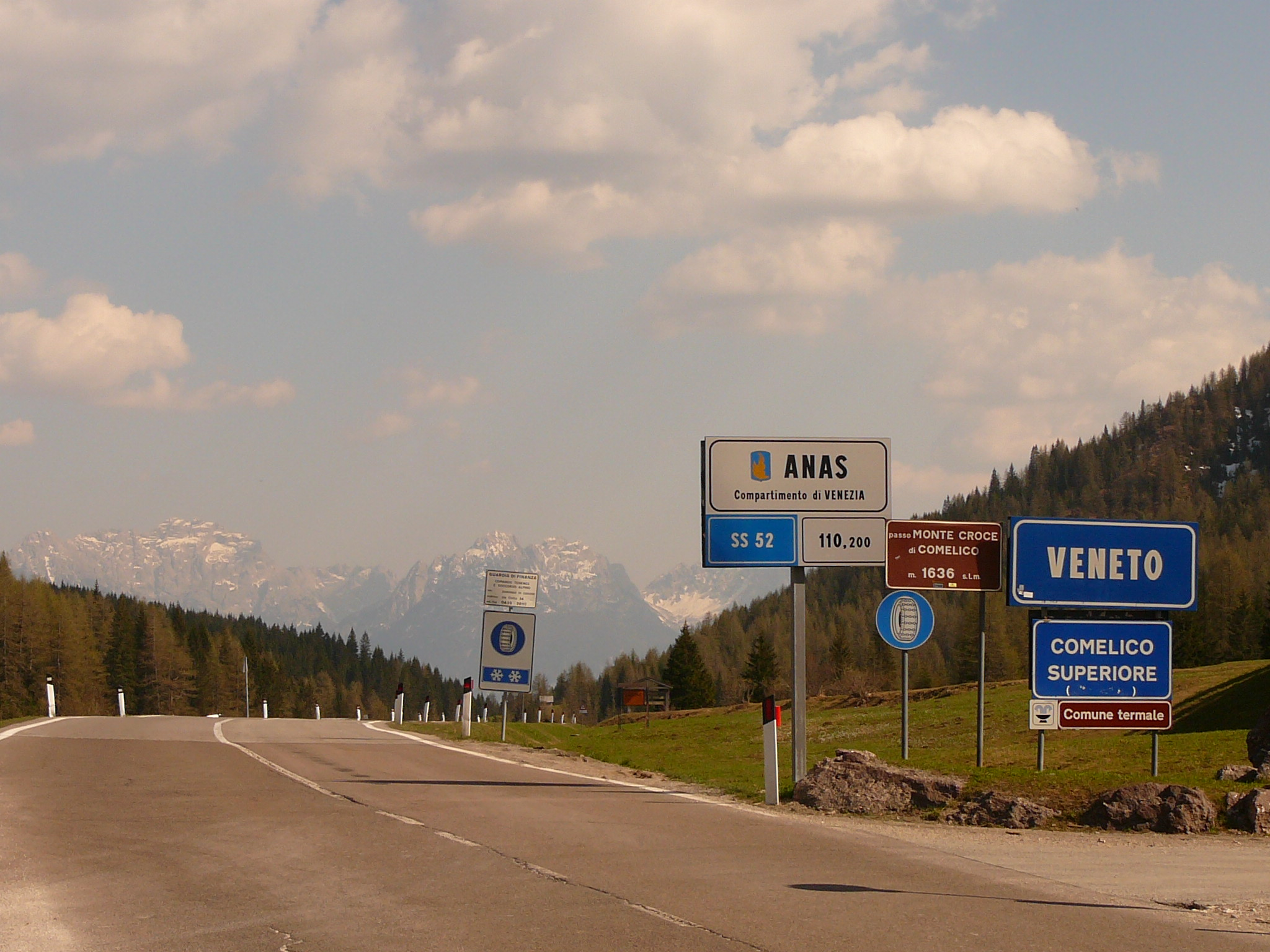
Vista del passo in direzione Santo Stefano di Cadore
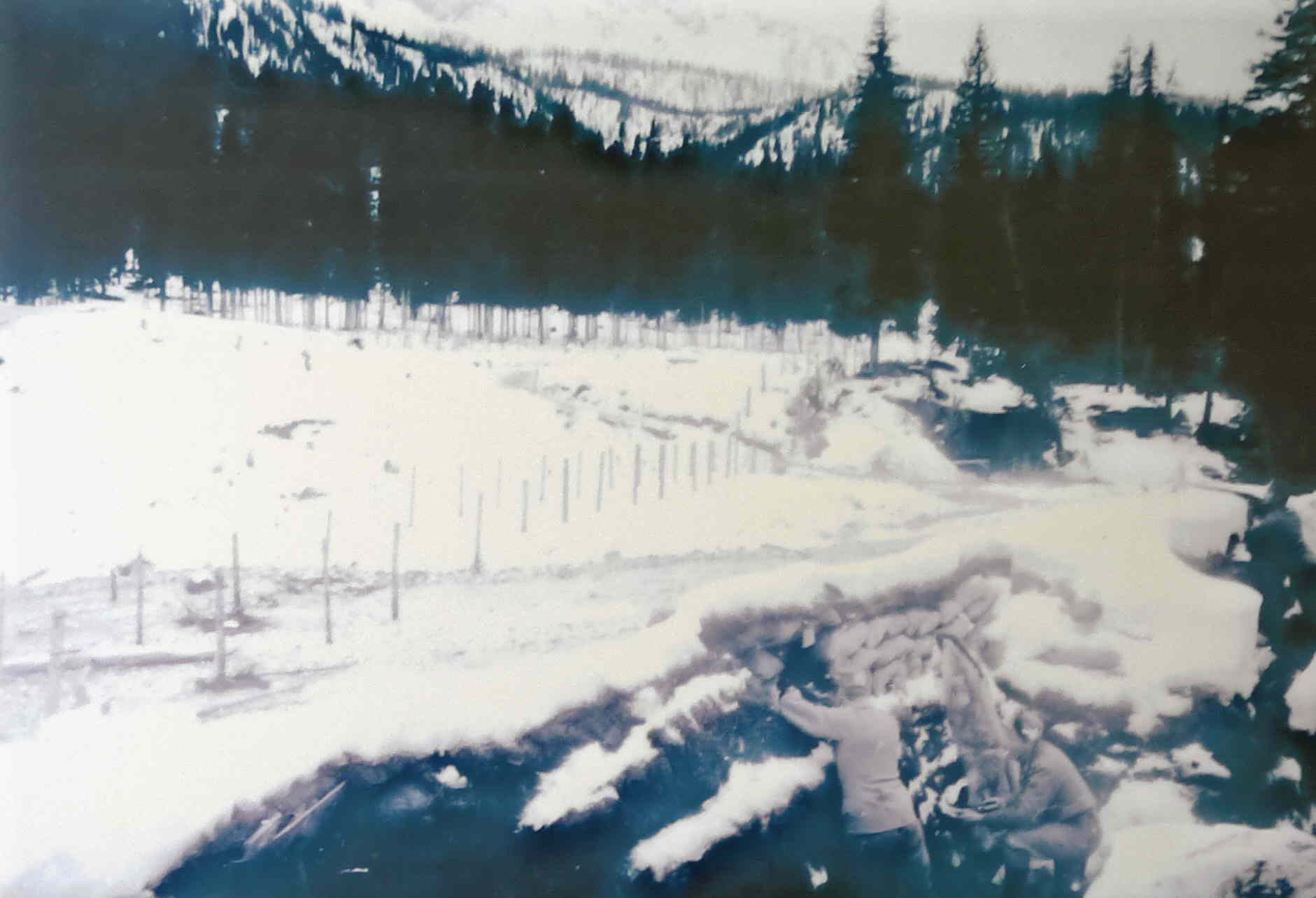
Postazione di fanteria presso il Passo Monte Croce di Comelico
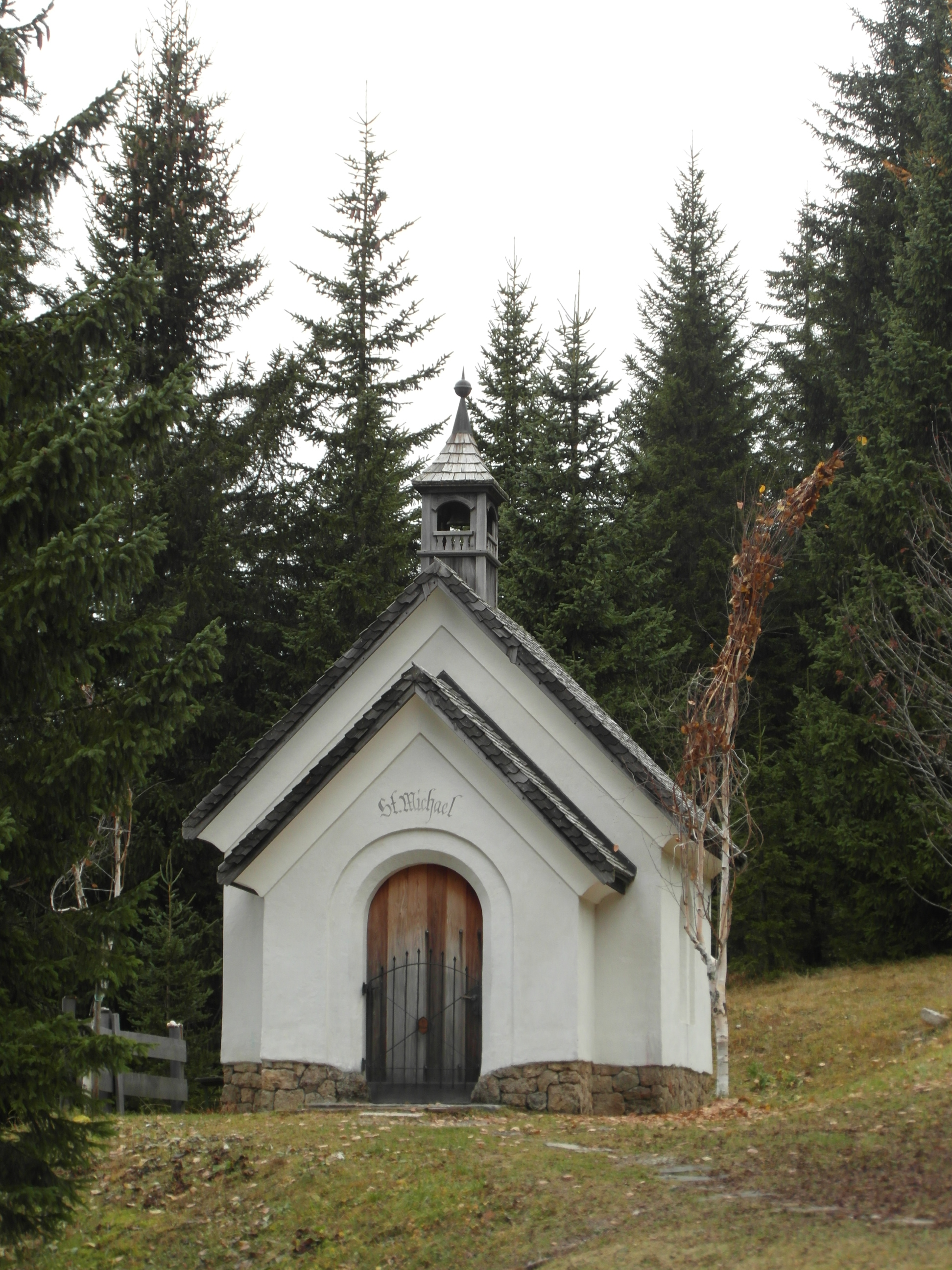
La cappella presso il passo
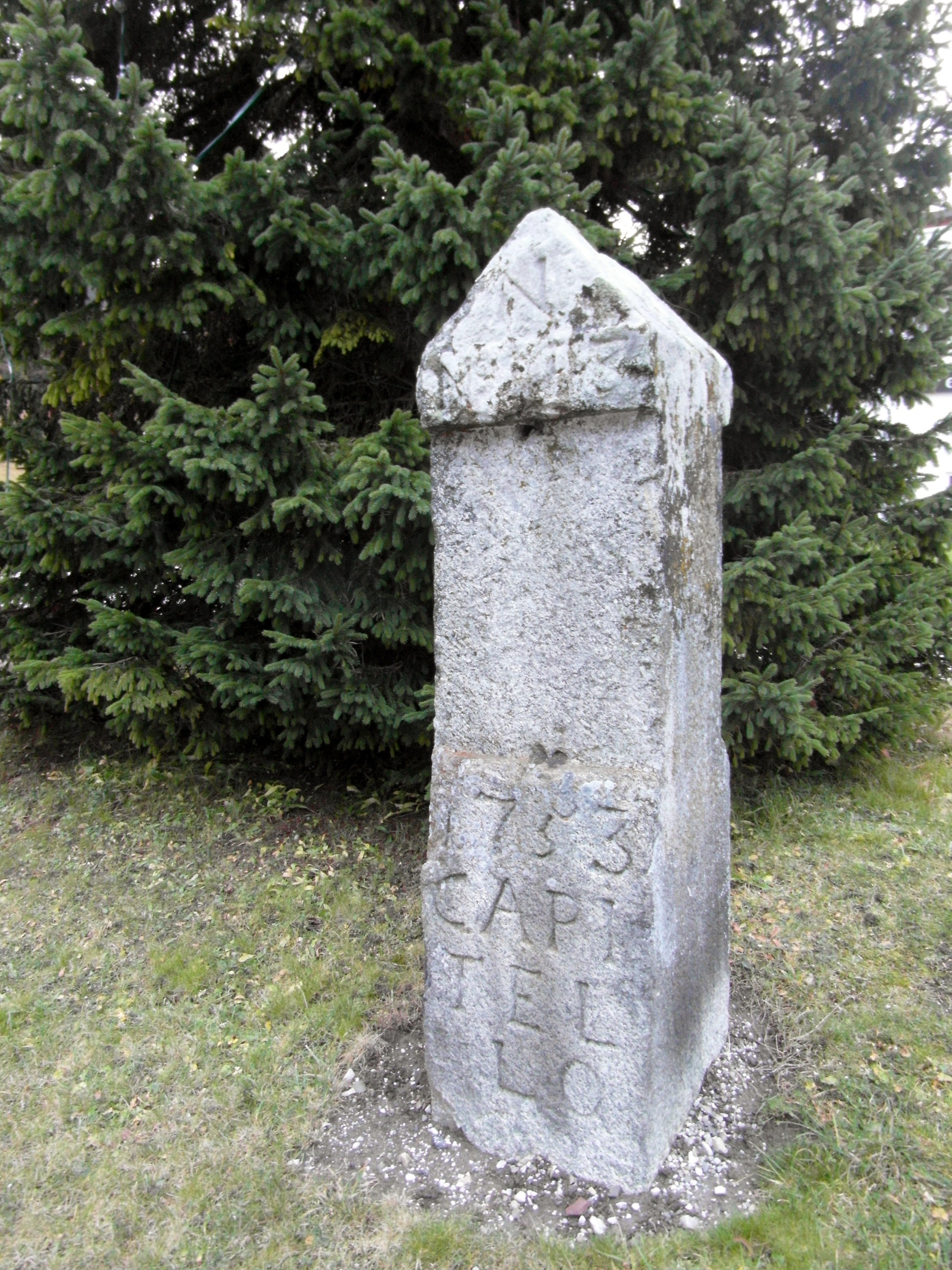
Antico cippo di confine al passo